# Bestuurlijke indeling van Azerbeidzjan

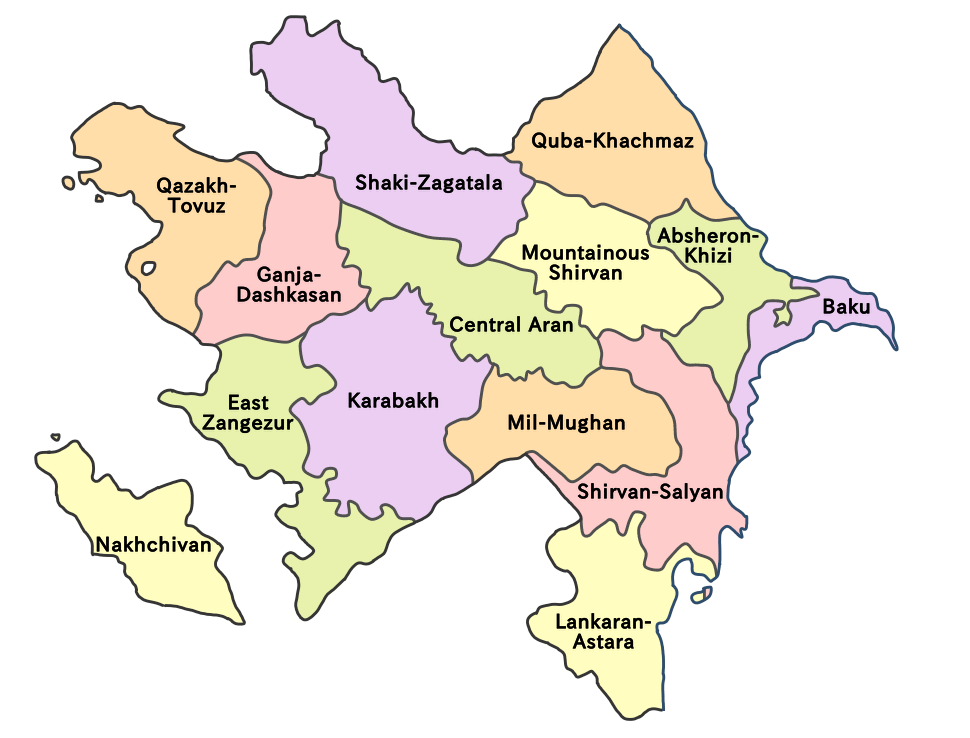
De 14 economische regio's en autonome republiek Nachitsjevan

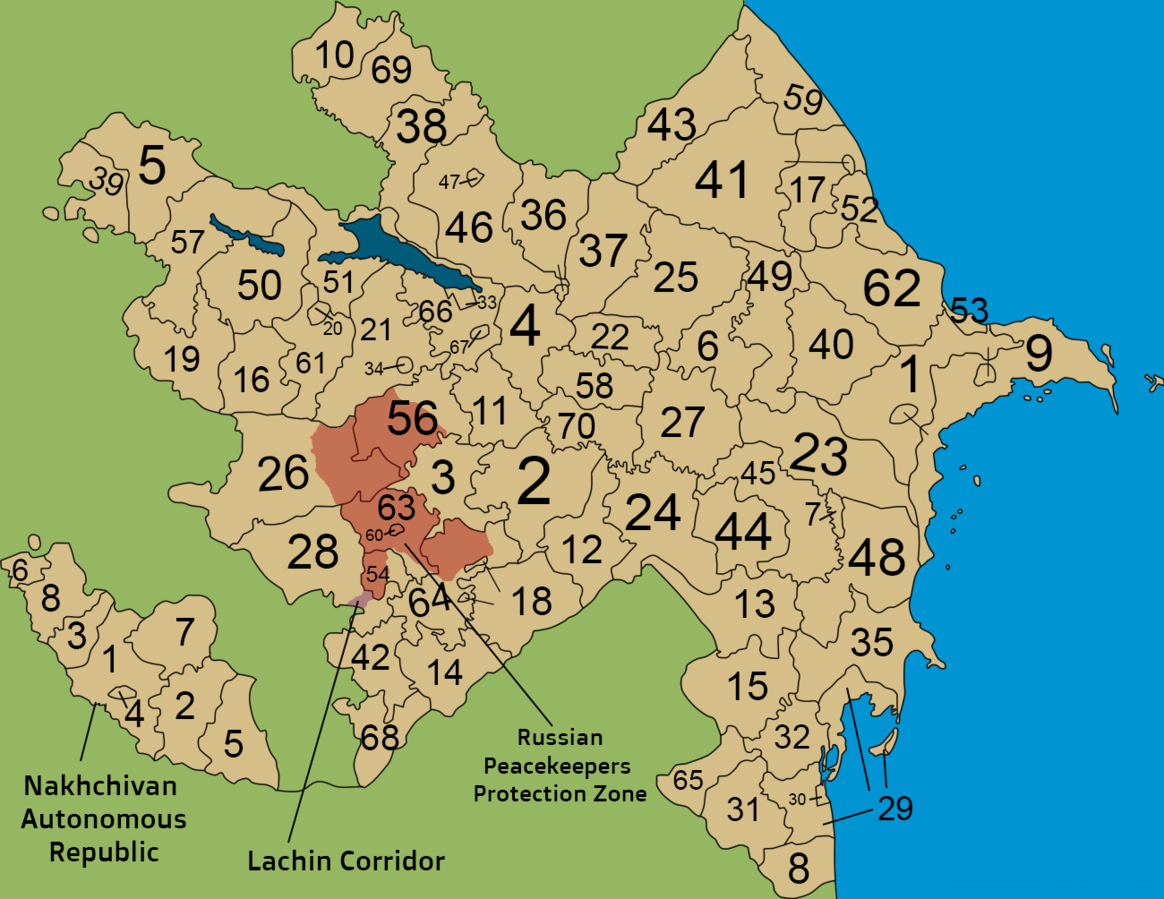
Bestuurlijke indeling van Azerbeidzjan, waarbij Nagorno-Karabach in het rood weergegeven is

Azerbeidzjan is ingedeeld in 14 economische regio's (İqtisadi Rayonar - enkelvoud İqtisadi Rayonu) en 1 autonome republiek Nachitsjevan (muxtar respublika). De regio's en Nachitsjevan zijn onderverdeeld in 66 rajons of districten (rayonlar - enkelvoud rayon), waarvan 7 in Nachitsjevan; en 11 steden (saharlar - enkelvoud şəhər), waarvan 1 in Nachitsjevan. De rajons zijn onderverdeeld in gemeenten (bələdiyyələri - enkelvoud Bələdiyyəsi).
De districten en steden (zonder die van Nachitsjevan) zijn:
1. Abşeron (inclusief een exclave in Bakoe)
2. Ağcabədi
3. Ağdam
4. Ağdaş
5. Ağstafa
6. Ağsu
7. Şirvan (stad/şəhər)
8. Astara
9. Bakoe (stad/şəhər)
10. Balakən
11. Bərdə
12. Beyləqan
13. Biləsuvar
14. Cəbrayıl
15. Cəlilabad
16. Daşkəsən
17. Şabran
18. Füzuli
19. Gədəbəy
20. Gəncə (stad/şəhər)
21. Goranboy
22. Göyçay
23. Hacıqabul
24. İmişli
25. İsmayıllı
26. Kəlbəcər
27. Kürdəmir
28. Laçın
29. Lənkəran (district)
30. Lənkəran (stad/şəhər)
31. Lerik
32. Masallı
33. Mingəçevir (stad/şəhər)
34. Naftalan (stad/şəhər)
35. Neftçala
36. Oğuz
37. Qəbələ
38. Qax
39. Qazax (inclusief twee exclaves in Armenië)
40. Qobustan
41. Quba
42. Qubadlı
43. Qusar
44. Saatlı
45. Sabirabad
46. Şəki (district)
47. Şəki (stad/şəhər)
48. Salyan
49. Şamaxı
50. Şəmkir
51. Samux
52. Siyəzən
53. Sumqayıt (stad/şəhər)
54. Şuşa (district)
55. Şuşa (stad)
56. Tərtər
57. Tovuz
58. Ucar
59. Xaçmaz
60. Xankəndi (hoofdstad van Nagorno-Karabach) (stad/şəhər)
61. Göygöl
62. Xızı
63. Xocalı (gedeelte van Nagorno-Karabach)
64. Xocavənd (gedeelte van Nagorno-Karabach)
65. Yardımlı
66. Yevlax (district)
67. Yevlax (stad/şəhər)
68. Zəngilan
69. Zaqatala
70. Zərdab

## Autonome Republiek Nachitsjevan
De zeven districten en de enige stad (şəhər) van Nachitsjevan staan hieronder in alfabetische volgorde:
1. Babək
2. Culfa
3. Kəngərli
4. Nachitsjevan (stad/şəhər)
5. Ordubad
6. Sədərək
7. Şahbuz
8. Şərur